# تپه خرابه پیربادام
تپه خرابه پیربادام مربوط به سده‌های میانی و متاخر دوران‌های تاریخی پس از اسلام است و در شهرستان کبودرآهنگ، بخش گل تپه، دهستان گل تپه، ۵۰ متری غرب روستای پیربادام واقع شده و این اثر در تاریخ ۷ اسفند ۱۳۸۶ با شمارهٔ ثبت ۲۱۶۸۰ به‌عنوان یکی از آثار ملی ایران به ثبت رسیده است.